# Các quốc gia Đông Nam Á
Danh sách các quốc gia Đông Nam Á theo một số cơ sở dữ liệu về địa lý lãnh thổ, dân số, kinh tế và chính trị là 1 bảng thống kê tóm tắt các số liệu và thông tin về diện tích, tỉ lệ mặt nước, dân số, mật độ dân số, tổng sản phẩm quốc nội, GDP/người, chỉ số phát triển con người, tiền tệ, thủ đô. thành phố lớn nhất và hệ thống chính trị quốc gia của 11 nước thuộc Đông Nam Á. Các thành phần dữ liệu được thống kê đa phần trong năm 2009, riêng tổng diện tích được cung cấp bởi Liên Hợp Quốc - 2007, tỉ lệ mặt nước được lấy từ nguồn The World Factbook, Chỉ số phát triển con người HDI được cung cấp bởi Chương trình Phát triển Liên Hợp Quốc UNDP - 2009, các cơ sở dữ liệu kinh tế và tiền tệ được cung cấp bởi các tổ chức Quỹ tiền tệ quốc tế IMF, Ngân hàng thế giới WB, The World Factbook đều từ năm 2009. Các thông tin về chính trị được cập nhật đến tháng 2/2011 (Quốc hội, Chính phủ...).
Đông Nam Á là 1 khu vực chiến lược về kinh tế và chính trị, trên con đường biển giao thương giữa Đông và Tây, nằm ở phía Đông Nam của châu Á. Theo các khái niệm của Liên Hợp Quốc và các tổ chức thế giới, Đông Nam Á gồm có 11 quốc gia, trong đó có 10 quốc gia là thành viên chính thức của Hiệp hội các quốc gia Đông Nam Á ASEAN và quốc gia còn lại là quan sát viên của tổ chức này (Đông Timor).

## Danh sách các quốc gia
| STT | Quốc gia    | Quốc kỳ | Quốc huy | Diện tích (km²) | Dân số (người) 2023 | Mật độ dân số (người/km²) 2023 | GDP danh nghĩa (triệu USD) 2019 | GDP/người (USD) 2009 | GDP/diện tích (USD) 2009 | Tiền tệ          | HDI 2009 | Thủ đô              | Thành phố lớn nhất  |
| 1   | Brunei      |         |          | 5.765           | 447,974             | 85                             | 14,310                          | 25.386               | 1.804.857                | Đô la Brunei     | 0,866    | Bandar Seri Begawan | Bandar Seri Begawan |
| 2   | Campuchia   |         |          | 181.035         | 17,316,784          | 98                             | 24,733                          | 768                  | 60.049                   | Riel Campuchia   | 0,571    | Phnom Penh          | Phnom Penh          |
| 3   | Indonesia   |         |          | 1.860.360       | 280,978,629         | 155                            | 1,177,568                       | 2.329                | 289.932                  | Rupiah Indonesia | 0,697    | Jakarta             | Jakarta             |
| 4   | Lào         |         |          | 236.800         | 7,548,814           | 22                             | 17,216                          | 886                  | 23.640                   | Kíp Lào          | 0,545    | Vientiane           | Vientiane           |
| 5   | Malaysia    |         |          | 330.803         | 33,452,074          | 102                            | 422,591                         | 6.950                | 583.293                  | Ringgit Malaysia | 0,796    | Kuala Lumpur        | Kuala Lumpur        |
| 6   | Myanmar     |         |          | 676.578         | 55,523,181          | 85                             | 92,775                          | 571                  | 50.560                   | Kyat Myanmar     | 0,578    | Naypyidaw           | Yangon              |
| 7   | Philippines |         |          | 300.000         | 113,502,130         | 381                            | 435,905                         | 1.748                | 537.320                  | Peso Philippines | 0,758    | Manila              | Quezon              |
| 8   | Singapore   |         |          | 705             | 5,975,368           | 8,536                          | 334,713                         | 36.379               | 258.483.688              | Đô la Singapore  | 0,907    | Singapore           | Singapore           |
| 9   | Thái Lan    |         |          | 513.120         | 70,149,591          | 137                            | 434,222                         | 3.941                | 514.459                  | Baht Thái        | 0,778    | Bangkok             | Bangkok             |
| 10  | Đông Timor  |         |          | 14.874          | 1,386,876           | 93                             | 2,962                           | 499                  | 37.381                   | Đô la Mỹ         | 0,513    | Dili                | Dili                |
| 11  | Việt Nam    |         |          | 331.212         | 99,462,508          | 321                            | 254,324                         | 1.068                | 281.282                  | Đồng Việt Nam    | 0,704    | Hà Nội              | TP. Hồ Chí Minh     |